# نبض القلب (مسلسل كوري جنوبي)
نبض القلب (بالكورية: 가슴이 뛴다)؛ هو مسلسل تلفزيوني كوري جنوبي، من بطولة اوك تاي يون ، وون جي-آن. عرض في 26 يونيو الى 15 اغسطس 2023 ، تم بثه على قناة كي بي إس 2 يومي الاثنين والثلاثاء.

## ملخص
يبدأ سيون وو-هيول (أوك تاي-يون) نصف إنسان ونصف مصاص دماء بطريقة ما بالعيش مع امرأة فاترة القلب جو إن هي (وون جي-آن)، ويجد الدفء الحقيقي.

## طاقم

### رئيسي
- أوك تاي يون في دور سيون وو-هيول: نصف إنسان ونصف مصاص دماء، حاول دون جدوى أن يصبح إنسانًا.[6]
- وون جي-آن في دور جو ان-هاي: استاذة صحة بدوام جزئي وصاحبة بيت ضيافة.[7]

### دور داعم
- يون سو-هي في دور نا هاي وون: مستثمر عقاري.[8]
- بارك كانغ في شين دو-سيك: مطور عقارات.[9]
- هام تاي-ان في دور المدير جو: سكرتير دو سيك.[10]
- بايك سيو-هو في دور ري مان-هوي: مصاص دماء دنيوي.[11]
- باك هيون جي في دور غو كي-سوك.[12]

## المشاهدات
| الموسم | الموسم | رقم الحلقة | رقم الحلقة | رقم الحلقة | رقم الحلقة | رقم الحلقة | رقم الحلقة | رقم الحلقة | رقم الحلقة | رقم الحلقة | رقم الحلقة | رقم الحلقة | رقم الحلقة | رقم الحلقة | رقم الحلقة | رقم الحلقة | رقم الحلقة | المتوسط |
| الموسم | الموسم | 1          | 2          | 3          | 4          | 5          | 6          | 7          | 8          | 9          | 10         | 11         | 12         | 13         | 14         | 15         | 16         | المتوسط |
| ------ | ------ | ---------- | ---------- | ---------- | ---------- | ---------- | ---------- | ---------- | ---------- | ---------- | ---------- | ---------- | ---------- | ---------- | ---------- | ---------- | ---------- | ------- |
|        | 1      | 686        | 632        | 586        | 619        | غ/م        | 541        | غ/م        | 521        | غ/م        | غ/م        | غ/م        | غ/م        | غ/م        | غ/م        | غ/م        | 495        | N/A     |

| الحلقات | تاريخ البث    | تقييمات "نيلسن كوريا" | تقييمات "نيلسن كوريا" |
| الحلقات | تاريخ البث    | على الصعيد الوطني     | سيئول                 |
| ------- | ------------- | --------------------- | --------------------- |
| 1       | 26 يونيو 2023 | 4.1%                  | 4.1%                  |
| 2       | 27 يونيو 2023 | 3.5%                  | 3.7%                  |
| 3       | 3 يوليو 2023  | 3.3%                  | 3.2%                  |
| 4       | 4 يوليو 2023  | 3.6%                  | 4.0%                  |
| 5       | 10 يوليو 2023 | 2.8%                  | 2.7%                  |
| 6       | 11 يوليو 2023 | 3.1%                  | 3.1%                  |
| 7       | 17 يوليو 2023 | 2.9%                  | 3.0%                  |
| 8       | 18 يوليو 2023 | 2.8%                  | 2.8%                  |
| 9       | 24 يوليو 2023 | 2.4                   | غ/م                   |
| 10      | 25 يوليو 2023 | 2.5%                  | 2.9%                  |
| 11      | 31 يوليو 2023 | 1.9%                  | غ/م                   |
| 12      | 1 اغسطس 2023  | 2.4%                  | غ/م                   |
| 13      | 7 اغسطس 2023  | 2/0%                  | غ/م                   |
| 14      | 8 اغسطس 2023  | 2.1%                  | غ/م                   |
| 15      | 14 أغسطس 2023 | 2.6%                  | 3.1%                  |
| 16      | 15 أغسطس 2023 | 3.0%                  | 3.1%                  |
| متوسط   | متوسط         | 2.8%                  | _                     |

## الانتاج
المسلسل من تخطيط قسم الدراما كي بي إس وانتاجه من قبل الشركة التابعة مونستر يونين بتعاون مع شركة وي ماد. المسلسل من اخراج لي هيون سوك من اعماله مرحبا، إنها أنا ، عاطفة الملك وشارك في اخراج ما الخطب بونغ سانج.

## روابط خارجية
- الموقع الرسمي
 (بالكورية)
- نبض القلب على موقع IMDb (الإنجليزية)
- نبض القلب على موقع فيلمافينيتي (الإسبانية)
- نبض القلب على موقع قاعدة بيانات الفيلم (الإنجليزية)
- نبض القلب على هانسينما